# Carl Gerard Dubusc
Carl Gerard Dubusc (* 6. August 1825 in Aachen; † 22. Januar 1903 ebenda) war ein deutscher königlich preußischer Staatsprokurator und Beigeordneter Bürgermeister der Stadt Aachen.

## Leben und Wirken
Der Sohn des Kratzenfabrikanten Carl Josef Dubusc (1798–1827) und der Bernhardine Heusch (1805–1834), Mitbegründerin des Aachener Marianneninstituts, studierte nach seiner Schulzeit an den Universitäten von Bonn und Berlin. Anschließend begann er seine berufliche Laufbahn als preußischer Verwaltungsbeamter und war zuletzt im Rang eines Geheimen Regierungsrates als königlich preußischer Staatsprokurator tätig.
Neben seinen dienstlichen Verpflichtungen engagierte sich Dubusc auf vielfältige Weise auf politischer, wirtschaftlicher und gesellschaftlicher Ebene. So gehörte er beispielsweise 1876 zu den Mitbegründern der Aachen-Leipziger-Versicherungs-AG und wurde außerdem später in den Rat der Stadt Aachen gewählt. Nach seinem Ausscheiden aus dem Staatsdienst, schätzungsweise um 1890, übernahm er das Amt des Beigeordneten Bürgermeisters der Stadt Aachen.
Darüber hinaus war Dubusc noch langjähriger Präsident der Armenverwaltung und der Aachener Liedertafel sowie Vorsitzender des Karlsverein zur Wiederherstellung des Aachener Münsters und Mitglied im Club Aachener Casino.

## Ehrungen
Für seine Verdienste als Vorstandsmitglied des Deutschen Roten Kreuzes bei der Pflege der Verwundeten im Deutsch-Französischen Krieg wurde Dubusc mit dem Kronenorden IV. Klasse mit rotem Kranz auf weißem Feld ausgezeichnet. Darüber hinaus wurde er für seine Verdienste um die Belange der Stadt mit dem Roten Adlerorden III. Klasse ausgezeichnet.

## Familie
Carl Gerard Dubusc war in erster Ehe mit Antonia Kesselkaul (1827–1868) verheiratet, mit der er vier Töchter und drei Söhne bekam. Nach Antonias frühem Tod heiratete Dubusc in zweiter Ehe noch Euphrosine von Hoselt (1836–1885), wobei diese Verbindung aber kinderlos blieb. Carl Gerard Dubusc fand seine letzte Ruhestätte auf dem Aachener Ostfriedhof.